# Carminos d'Esparta
Carminos d'Esparta o Carmí d'Esparta (en llatí Charminus, en grec antic Χαρμῖνος "Kharmínos") fou un espartà que Tibró, el governador espartà de l'Àsia, va enviar amb la missió de convèncer els grecs de l'Expedició dels deu mil, que eren a Selímbria al servei del rei odrisi Seutes II, d'entrar al servei d'Esparta contra els perses l'any 399 aC, segons diuen Xenofont i Diodor de Sicília.
Carminos, en aquesta mateixa ocasió, va defensar Xenofont de l'acusació que li feien alguns dels soldats dels deu mil, de voler defraudar als soldats en la seva paga, d'acord amb Seutes, i encara va aconseguir del rei odrisi la paga que es devia. Una gran part del deute es va donar en bestiar i esclaus, i a petició de Xenofont, es va encarregar de gestionar el producte de la venda a Carminos i al seu company Polínic, que van ser molt censurats per la forma com van utilitzar els diners.